# Ludwig Hoffmann von Rumerstein
Ludwig Franz Xaver Irenäus Joseph Peter Raimund Maria Hoffmann von Rumerstein of Ludwig Hoffmann-Rumerstein (Innsbruck, 21 januari 1937 – aldaar, 13 december 2022) was een Oostenrijks edelman, advocaat en belangrijk verantwoordelijke binnen de Orde van Malta.

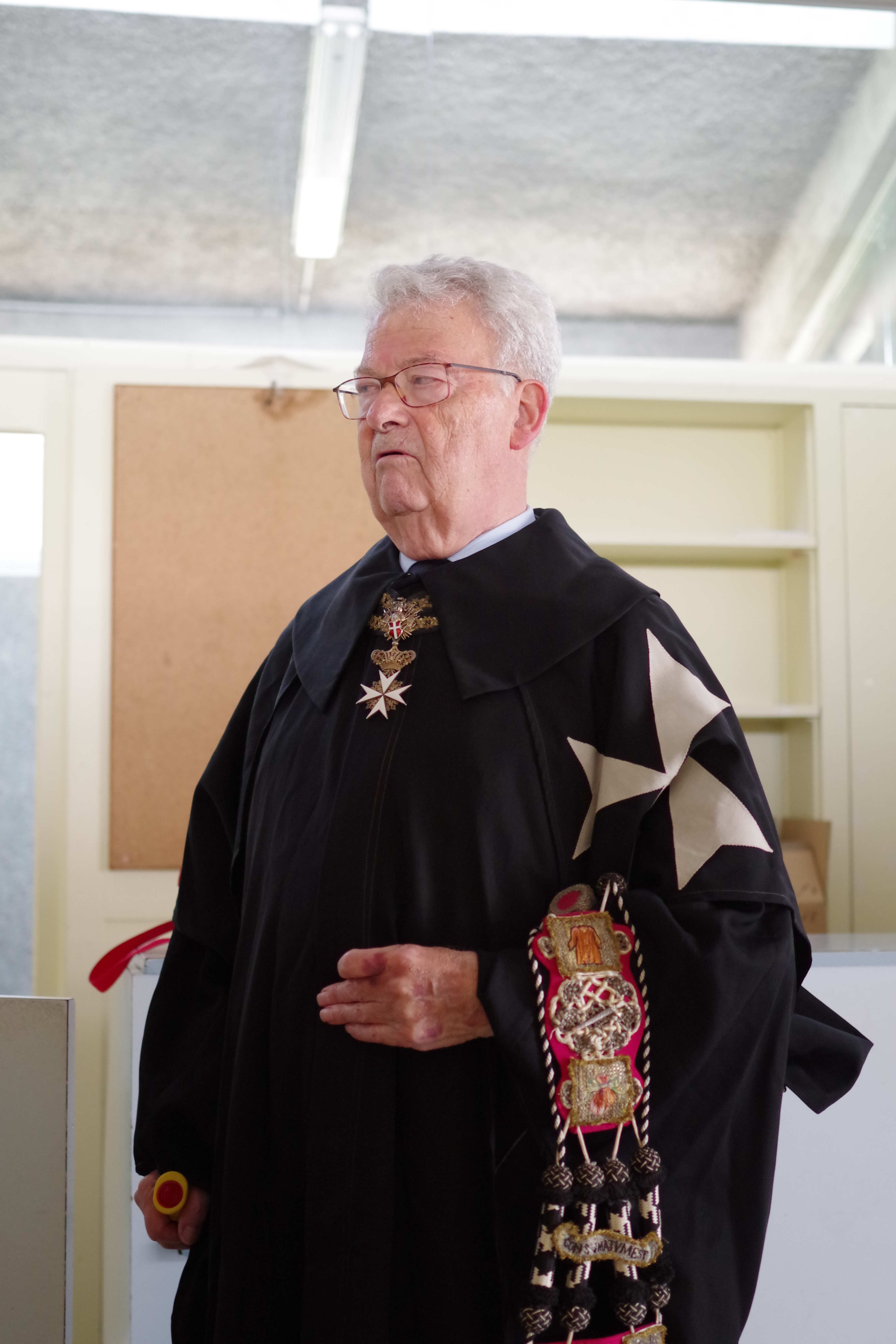
Fra Ludwig Hoffmann-Rumerstein

## Levensloop
Hij stamde uit de oude Oostenrijkse familie Hoffmann von Rumerstein, als jongste zoon van Ernst Hoffmann von Rumerstein (1892-1963) en barones Pia Riccabona von Reichenfels (1900-2001).
Hij studeerde rechten in Innsbruck en filosofie aan de Gregoriana in Rome. Hij vestigde zich als advocaat in Innsbruck en oefende dit beroep uit tot in 2002.

## Orde van Malta
In 1968 was Hoffmann medestichter van de Hulpdiensten van de Orde van Malta.
In 1970 werd hij lid van de Orde van Malta. Van 1971 tot 1979 leidde hij de groep van Oostenrijkse vrijwilligers in dienst van de humanitaire activiteiten binnen de Orde.
Van 1979 tot 1986 zetelde hij in de bestuursraad van de hospitaaldiensten van de Orde in Oostenrijk. Hij werd verantwoordelijke voor de ziekenbedevaarten vanuit Oostenrijk naar Lourdes.
In 1984 legde hij de eeuwige geloften af en werd tevens verkozen tot lid van de Soevereine Raad van de Orde.
In 1994 werd hij verkozen tot groot-commandeur (tweede in bevel) van de Orde, en bleef dit tot in 2004. In 2014 werd hij opnieuw in dezelfde functie verkozen.
Op 28 januari 2017 werd hij, na het ontslag van grootmeester Matthew Festing verkozen tot luitenant-grootmeester, voor de duur van het interregnum, tot aan de verkiezing van een volgende grootmeester.
Hoffmann overleed op 85-jarige leeftijd in Innsbruck.